# Leisel Jones
Leisel Jones (Katharine, Austràlia 1985) és una nedadora australiana, una de les més destacades de la dècada del 2000.

## Biografia
Va néixer el 30 d'agost de 1985 a la població de Katharine, situada al Territori del Nord.

## Carrera esportiva
Va participar, als 15 anys, en els Jocs Olímpics d'Estiu de 2000 realitzats a Sydney (Austràlia) on va aconseguir guanyar la medalla de plata en les proves de 100 metres braça i de relleus 4x100 m. estils. En els Jocs Olímpics d'Estiu de 2004 realitzats a Atenes (Grècia) aconseguí guanyar la medalla d'or en els relleus 4x100 metres estils amb l'equip australià, la medalla de plata en els 200 metres braça i la medalla de bronze en els 100 metres braça. En els Jocs Olímpics d'Estiu de 2008 realitzats a Pequín (RP Xina) va revalidar el seu títol en els relleus 4x100 metres estils i l'aconseguí per primera vegada en els 100 metres, a més de revalidar la seva medalla de plata en els 200 metres braça.
Al llarg de la seva carrera ha guanyat 12 medalles en el Campionat del Món de natació, entre elles set medalles d'or; 11 medalles en els Jocs de la Commonwealth, entre elles deu medalles d'or; 6 medalles en el Campionats de Natació Pan Pacific.
Els anys 2005 i 2006 fou nomenada nedadora de l'any per la revista Swimming World Magazine, sent nomenada millor nedadora del Pacífic els anys 2003, 2005 i 2006.